# Lazăr Sfera
Lazăr Sfera (29 de abril de 1909 - 24 de abril de 1992) foi um futebolista romeno que competiu nas Copa do Mundo FIFA de 1934 e de 1938.